# بایادوک
بایادوک (به انگلیسی: Byaduk) یک منطقه مسکونی در استرالیا است که در ویکتوریا (استرالیا) واقع شده‌است.